# 林堡-魏尔堡县
林堡-魏尔堡县（德語：Landkreis Limburg-Weilburg）是德国黑森州吉森行政区的一个县，首府兰河畔林堡。

## 地理
林堡-魏尔堡县与兰-迪尔县、上陶努斯县、莱茵高-陶努斯县以及莱茵兰-普法尔茨州的莱茵-兰县和韦斯特林山县相邻。